# William Cochran (Sänger)
William Cochran (* 23. Juni 1943 in Columbus, Ohio; † 16. Januar 2022 in Königstein im Taunus) war ein US-amerikanischer Opernsänger (Heldentenor).

## Werdegang
Cochran studierte am Curtis Institute of Music bei Martial Singher. Als Gewinner des Lauritz Melchior Heldentenor Foundation Award debütierte er 1968 an der Metropolitan Opera in der Partie des Kunz Vogelgesang in Richard Wagners Die Meistersinger von Nürnberg. 1969 stellte er den Froh im Rheingold an der San Francisco Opera dar. Er war nach seinen Anfängen in den USA vorwiegend in Europa tätig und hier an allen bedeutenden Opernhäusern zu Gast, nicht nur mit den großen romantischen Partien seines Fachs – von Max in Der Freischütz über die Heldentenorrollen in den Musikdramen von Richard Wagner und Richard Strauss bis zu den anspruchsvollsten Aufgaben im modernen Musiktheater (wie Tom Rakewell in The Rake’s Progress oder Desportes in Die Soldaten, den er auch auf Schallplatte aufgezeichnet hat).
Während seines Engagements an der Oper Frankfurt war er in Ruth Berghaus’ Ring der Siegfried. 1997 erhielt er in Frankfurt am Main den Binding-Kulturpreis. 2001 musste er seine Laufbahn nach einem Bühnenunfall beenden.

## Auszeichnungen (Auswahl)
- 1991: Auszeichnung mit der Harlekin-Trophäe der Frankfurter Volksbühne
- 1997: Auszeichnung mit dem Binding-Kulturpreis für herausragende kulturelle Leistungen als integraler Bühnenkünstler und als Verkörperung des Frankfurter Musiktheater-Stils